# 拉比城堡

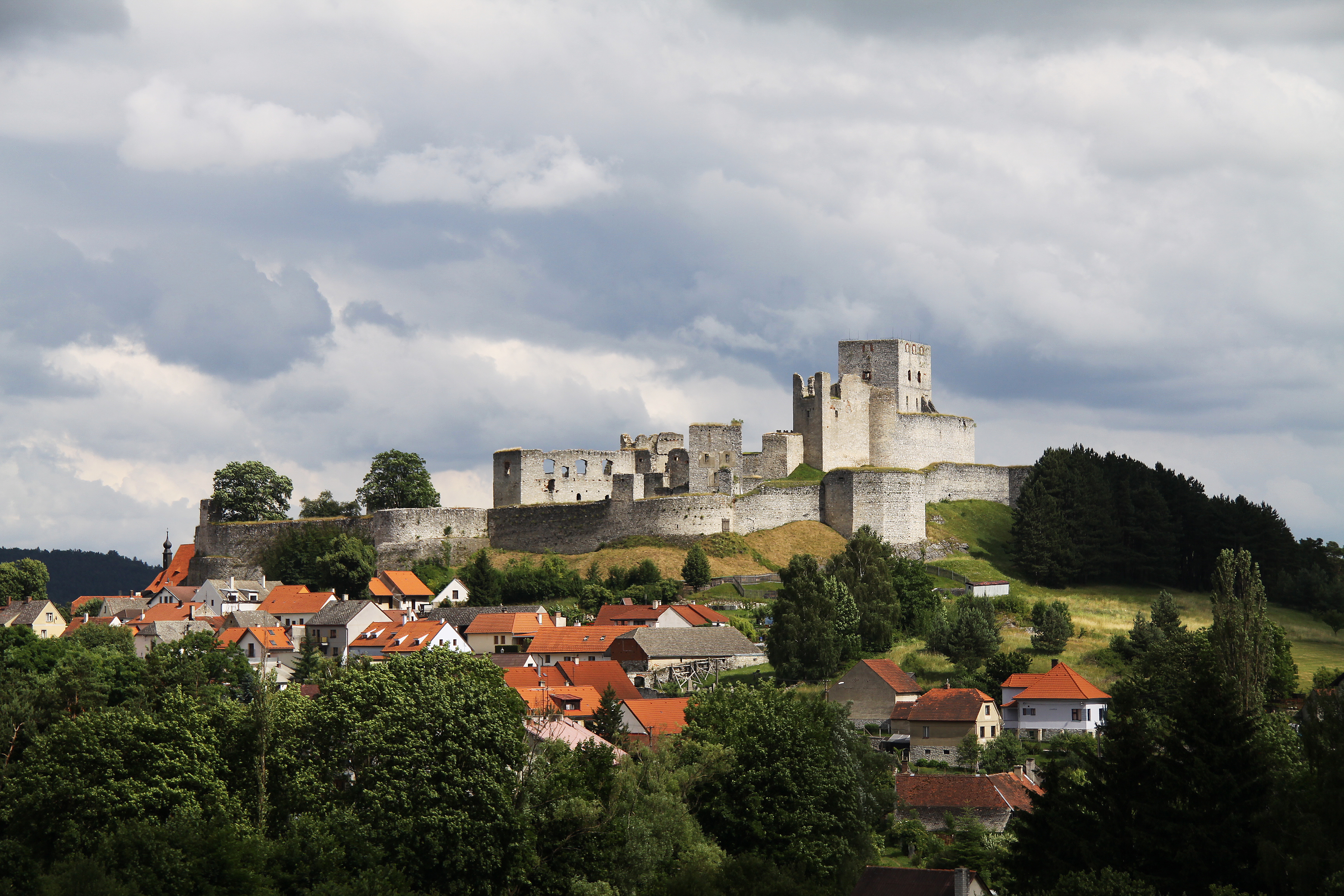
Rabí castle

拉比城（捷克語：Rabí） 是位於捷克波希米亞西南部比爾森地區的城堡遺址。按照面積來看的話，拉比城是捷克最大的城堡。1978年，拉比城被列入捷克的國家文化紀念物。拉比城首次被提到是在1380年。

## 外部連結
维基共享资源上的相關多媒體資源：拉比城堡
- Sušice Brána Šumavy （页面存档备份，存于） Panoramic views of Rábí Castle.